# Servei d'Arxiu i Llegats de l'Institut d'Estudis Ilerdencs
El Servei d'Arxiu i Llegats de l'Institut d'Estudis Ilerdencs (SAIEI) és un servei públic centrat en la gestió, el tractament de la documentació i en la seva custòdia i divulgació. Administra, custodia i difon el patrimoni bibliogràfic i documental que configuren els diferents llegats cedits a l'Institut d'Estudis Ilerdencs en el decurs dels anys.

## Història
Quan es crea l'Institut d'Estudis Ilerdencs (IEI) l'any 1942 s'expressa la voluntat que aquesta nova institució compti amb un arxiu històric. La idea de l'arxiu pren cos a partir dels fons que estaven custodiats a l'edifici de l'Antic Hospital de Santa Maria.
L'Institut d'Estudis Ilerdencs neix fruit de la voluntat del llavors president de la Diputació de Lleida Sr. Josep Maria de Porcioles i Colomer amb la col·laboració del diputat de cultura Sr. Josep Sol Ballespí i de Josep Alfons Tarragó Pleyan com a redactor del capítols fundacionals i més tard com a Secretari General de la Institució.
L'Antic Hospital de Santa Maria, seu del futur Institut d'Estudis Ilerdencs, ja havia estat un edifici dedicat a activitats culturals, fins a l'any 1935 havia acollit el Museu d'Art de Lleida amb els fons del Museu Arqueològic del Seminari Diocesà de Lleida i els fons de pintura del Museu d'Art Jaume Morera.
Durant el període de la Guerra Civil Espanyola, l'edifici, convertit en Museu del Poble, passarà a ser gestionat per la Comissaria de Cultura de la Generalitat de Catalunya a Lleida.
Més tard, l'any 1941, serà el Servicio de Defensa del Patrimonio Artístico Nacional (SDPAN) qui es farà càrrec de l'edifici i dels seus fons, sobretot dels materials referents a arxius i biblioteca, començant a prendre cos la idea de crear un centre de cultura.
El futur "Centro de Estudios Leridanos" comptaria amb un arxiu històric que es crearia amb els materials que ja hi ha al dipòsit i d'altres procedents de municipis i parròquies de la província.
Una comissió formada pel President de la Diputació, el Governador Civil, el Diputat-Gestor de Governació i Cultura i el delegat del SDPAN, serà l'encarregada de dur a terme les gestions per constituir el centre. També es dona a conèixer el projecte al Consell Superior d'Investigacions Científiques, organisme al qual es vol vincular la institució. La rapidesa en les gestions culmina amb la creació del "Instituto de Estudios Ilerdenses" acordada en la Comisión Gestora de 25 de març de 1942.
L'Arxiu de l'Institut d'Estudis Ilerdencs està doncs, estretament lligat a la creació d'aquest organisme. Es planteja la seva creació a partir dels fons bibliogràfics i documentals que es guardaven a l'edifici fruit de les confiscacions efectuades durant la conflagració bèl·lica del 36 i que van permetre salvar molta documentació.
És a dir, partir de la custòdia d'una documentació de procedència diversa, ja sigui eclesiàstica, municipal, o notarial, hauria de ser possible la creació de l'Arxiu que estaria definit en cinc seccions: Documentació vària (pergamins, papers, llibres manuscrits, còdex), Hemeroteca lleidatana, Biblioteca lleidatana, Gràfics (mapes i gravats, fotografies i dibuixos) i Sigil·lografia.
Actualment l'arxiu està format per un conjunt orgànic de col·leccions que agrupa tant la documentació històrica de l'antic Hospital com els fons bibliogràfics i documentals de persones públiques o privades, que al llarg dels anys, n'han fet donació a l'Institut amb la finalitat de divulgació i d'investigació.

## Funció
El Servei d'Arxiu i Llegats és una unitat tècnica de la Fundació centrada en la gestió i tractament de la documentació i en la seva custòdia i divulgació. Administra, conserva i divulga bona part del seu patrimoni bibliogràfic i documental.

## Fons
Els fons estan agrupats d'acord amb les seves tipologies documentals. El fons bibliogràfic el formen els diferents llegats i el documental l'arxiu històric.
Llegats i col·leccions
- Col·lecció Joan Bellmunt i Figueras
- Col·lecció Jaume Solé i Fontova
- Llegat Llorenç Agustí i Claveria
- Llegat Ramon Areny i Batlle
- Llegat Alfons Benavent i Areny
- Llegat Enric Casassas i Cantó
- Llegat Josep Pleyan de Porta
- Llegat Emili Pujol i Vilarrubí
- Llegat Francesc Safont i Culleré
- Llegat Josep Alfons Tarragó i Pleyan

Fons
- Fons Antic Hospital de Santa Maria
- Fons Dipòsit de l'Arxiu
- Fons Francesc Bañeres i Melcior

### Col·lecció Joan Bellmunt i Figuera
L'extensa col·lecció de goigs –formada per uns 3.000 exemplars d'advocacions de la província de Lleida- de Joan Bellmunt i Figueras, fou donada el 2012 per tal que sigui dipositada de manera indefinida i conservada a les instal·lacions del Servei d'Arxiu i Llegats de l'IEI i, d'aquesta manera, pugui ser estudiada i historiada pels investigadors que així ho desitgin.
Es tracta d'un ampli conjunt de composicions poètiques, de caràcter popular, que s'adrecen generalment a la Mare de Déu, a Crist o als sants i que s'acostumen a cantar col·lectivament, en el marc d'un acte religiós de cert relleu, com ara una missa de festa major, un aplec, una processó, etc. Cada goig acostuma a presentar-se en full solt i amb una composició tipogràfica molt característica: en la majoria una orla emmarca el títol, el text es disposa en columnes, al centre s'hi inclou la imatge de l'advocació i, normalment, incorpora la notació musical per poder ser cantat.
La importància d'aquest fons en concret radica no només en la quantitat d'exemplars de diferents advocacions si no sobretot en el fet que, fruit de la seva recerca constant i sistemàtica, hi són representades la major part de les diferents poblacions de les comarques lleidatanes. La col·lecció cedida abasta, tot i que amb alguna excepció, de mitjans a finals del segle xx.

### Col·lecció Jaume Solé i Fontova
La col·lecció va ser cedida pel mateix Jaume Solé Fontova al Servei d'Arxiu i Llegats de l'Institut d'Estudis Ilerdencs el 10 de desembre de l'any 1997.
Consta aproximadament d'un total de 500 cartells corresponents majoritàriament a activitats culturals i esportives de Lleida.

### Llegat Llorenç Agustí i Claveria
La biblioteca del Sr. Llorenç Agustí Claveria va ser cedida a l'Institut d'Estudis Ilerdencs per la seva vídua, la Sra. Marina Polo, l'any 1994.
Consta aproximadament d'un total de 3.000 llibres, amb predomini dels temes d'humanitats, sobretot literatura i història.
L'interès del llegat rau en l'existència de col·leccions completes d'obres literàries, primeres edicions, i exemplars difícils d'aconseguir actualment, a causa de l'any d'edició.

### Llegat Ramon Areny i Batlle
El llegat del Sr. Ramon Areny i Batlle és fruit de la donació realitzada pels seus familiars l'any 1969.
Es tracta de la biblioteca privada d'aquest gran bibliòfil lleidatà composta bàsicament per fons de bibliografia lleidatana. Aplega un important conjunt de monografies impreses a Lleida des de l'època incunable, segle xv, fins a mitjan segle xx. Inclou també una notable col·lecció de goigs i romanços.
El catàleg del fons, que reuneix prop d'uns 5500 volums, és una eina excel·lent per a l'estudi de la tipografia lleidatana i també de consulta gairebé obligada per a la recerca local.

### Llegat Alfons Benavent i Areny
Donació feta a l'Institut d'Estudis Ilerdencs pel seu fill Joan Benavent i Carrasedo, a través dels seus marmessors testamentaris.
Alfons Benavent era de professió enginyer de camins. Va exercir de Cap d'Obres Públiques de Lleida i d'Enginyer Director del Canal d'Aragó i Catalunya.
La col·lecció de llibres està formada per un nombre total de 305 obres especialitzades en les branques d'enginyeria, geologia i botànica, relacionades directament amb la seva activitat professional. També hi trobem altres matèries com la geografia o els viatges, encara que en menor quantitat.

### Llegat Enric Casassas i Cantó
Enric Casassas Simó va donar a l'Institut d'Estudis Ilerdencs un conjunt de goigs propietat del seu pare, Enric Casassas Cantó. La importància d'aquesta col·lecció de goigs –composicions poètiques cantades generalment en llaor de la Verge o d'un sant– radica en la quantitat d'exemplars de diferents advocacions i en el bon estat de conservació en què es troben.

### Llegat Josep Pleyan de Porta
El llegat Pleyan de Porta és un fons bibliogràfic i documental d'aquest historiador, escriptor i cronista de Lleida, cedit a l'Institut d'Estudis Ilerdencs pel seu net Josep Alfons Tarragó Pleyan.
En aquest llegat hi podem diferenciar tres grups de documents, de naturalesa diferent i sobre la base dels quals s'ha establert l'organització i classificació de tot el conjunt:
- Documentació personal i privada de l'historiador: Integra tota la documentació que presenta la seva trajectòria intel·lectual i professional. Inclou també la documentació referent als ascendents i esdeveniments familiars de l'historiador.

- Producció escrita: Aplega l'obra manuscrita i editada del cronista. Bona part dels manuscrits estan sense editar, molts d'ells són clarament esborranys o treballs inacabats. També inclou manuscrits d'autors coetanis de Pleyan (Mariano Olives, Anastasio Pinós…)

- Documentació pública: Formada per un bon nombre de documents que pertanyen a l'administració provincial del segle passat. Es tracta, en general, de documentació de procedència municipal adreçada als òrgans de l'administració provincial.

Tot aquest conjunt documental es completa amb la biblioteca de l'historiador que conté un total de 420 volums.

### Llegat Emili Pujol i Vilarrubí
La Sra. Maria Adelaida Robert, vídua de l'eminent músic lleidatà Emili Pujol, va fer donació a la ciutat de Lleida, d'acord amb la voluntat del seu difunt espòs, del seu llegat musical. L'Institut d'Estudis Ilerdencs va ser la institució elegida com a seu de l‘emplaçament.
El llegat Emili Pujol està format pels instruments musicals del mestre, partitures, transcripcions musicals i llibre de temàtica musical.
La Sala Pujol inclou també les pertinences del músic lleidatà:
- Mobles, objectes i records personals: mobles del seu patrimoni familiar, quadres d'artistes amics, fotografies familiars i de personatges rellevants dins del món de la música.

- Proves de reconeixement públic: diplomes i condecoracions d'institucions públiques i privades concedides per mèrits professionals.

- Instruments musicals: són els instruments que emprava normalment el mestre en les seves interpretacions. En destaquen pel seu valor històric: guitarra Torres (1863), guitarra Garcia (1903) i guitarra Barroca (1806).

- Fons bibliogràfic i documental: format quasi íntegrament per partitures musicals i obres de musicologia. Hi ha exemplars de la seva obra més important ‘Escuela razonada de guitarra’, traduïda a diverses llengües. Correspondència amb altres autors coetanis,...

### Llegat Francesc Safont i Culleré
L'arxiu musical sardanista Francesc Safont Culleré va ser ofert per la seva filla a la institució l'any 1995.
Músic de formació autodidacta i membre fundador l'any 1924 de la cobla “Principal de Lleida”, anà recollint al llarg de la seva vida una àmplia col·lecció de sardanes i música per a cobla.
És un fons musical de més de dues mil sardanes, una bona part de les quals són exemplars manuscrits. Conté també la col·lecció de sardanes compostes pel mateix Francesc Safont i un nombre considerable d'altres composicions.

### Llegat Josep Alfons Tarragó i Pleyan
El llegat de Josep Alfons Tarragó Pleyan és un fons bibliogràfic i documental d'aquest investigador de Lleida i cedit a l'Institut d'Estudis Ilerdencs, en tant que Secretari General de la Institució, pels marmessors del seu testament, l'any 1983.
Hem establert l'organització i classificació de la documentació en els següents grups documentals:
- Documentació professional: constitueix un percentatge força elevat del volum total de la col·lecció i respon a la trajectòria professional del Sr. Tarragó en els diferents càrrecs que va ostentar dins l'administració. Cal destacar la documentació referent al SDPAN (Servicio de Defensa del Patrimonio Artístico Nacional)

- Documentació particular: conjunt de documentació familiar i la seva personal i privada.

- Estudis i recopilacions documentals: gran part d'aquesta documentació respon clarament, a treballs inacabats o esborranys.

### Fons Antic Hospital de Santa Maria
El fons inclou privilegis, butlles, llibres de testaments, constitucions, documentació sobre expòsits i orfes, comptes de l'hospital, etc. Tota la documentació s'estructura sota sis seccions que formen la base del fons: 
- Govern i administració
- Caixa
- Patrimoni
- Malalts, expòsits i orfes
- Farmàcia
- Església

### Fons Dipòsit de l'Arxiu
L'Arxiu de l'IEI és certament un fons peculiar, tant per les seves condicions de formació com pel seu contingut.
El fons històric de l'IEI és un dipòsit exclusivament documental que deu la seva formació a circumstàncies accidentals esdevingudes en el període de la Guerra Civil.
És una documentació fragmentada i està organitzada en la següent classificació:
- Documentació de l'Antic Hospital.
- Documentació Municipal de Lleida.
- Municipis.
- Documentació d'altres administracions.
- Documentació Judicial.
- Documentació Notarial.
- Documentació Eclesiàstica.
- Documentació de Particulars.
- Documentació no-Catalana.
- Manuscrits.
- Pergamins.
- Mapes i Gravats.
- Cartells.

### Fons Francesc Bañeres i Melcior
El llegat de Francesc Bañeres Melcior és un fons documental que respon bàsicament a la seva activitat professional així com als diferents càrrecs que va ostentar.
La documentació ha estat agrupada en funció de les diverses activitats professionals.
- Activitats de promoció agrària.
- Promoció de projectes i obres d'enginyeria (documentació al Canal d'Aragó i Catalunya).
- Activitat judicial.
- Activitat política.
- Organització del Sometent a Lleida.

## Instruments de descripció
Col·leccions digitalitzades: 
- Col·lecció de gravats
- Col·lecció de manuscrits
- Col·lecció pictòrica Carlos de Haes
- Documentació de l'Hospital de Sta Maria
- Llegat Ramon Areny

Guies del servei: 
- Antic Hospital de Santa Maria
- Dipòsit de l'Arxiu
- Fons de gravats
- Fons Francesc Bañeres Melcior
- Fons Josep Alfons Tarragó Pleyan
- Fons Josep Pleyan de Porta

## Serveis
- Accés als fons digitalitzats
- Activitats de difusió del servei
- Atenció a les consultes
- Atenció als departaments.
- Consulta al catàleg del fons bibliogràfics i documentals
- Informació bibliogràfica
- Préstec interbibliotecari.
- Préstec per a exposicions
- Reprografia
- Visites comentades, prèvia sol·licitud